# La Cacha

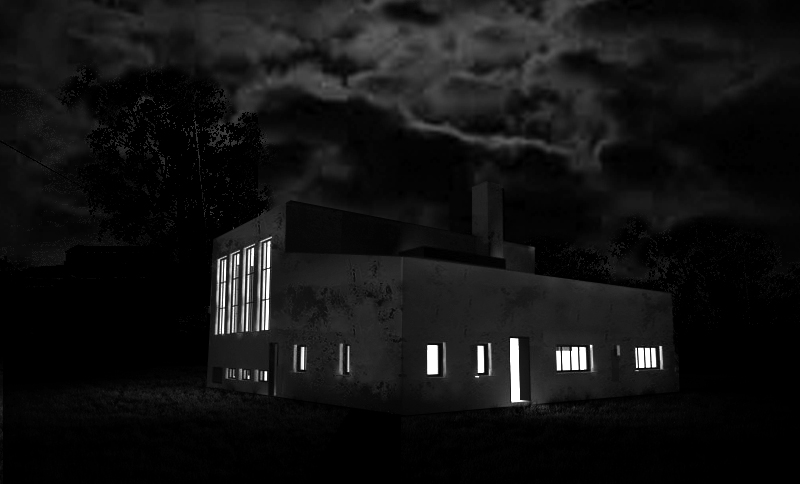
Modelado del centro clandestino de detención "La Cacha"

La Cacha es el nombre con el que se conoce a un centro clandestino de detención en Argentina, utilizado por la última dictadura militar, que funcionó, en La Plata, desde fines de 1976 y permaneció como lugar de detención y tortura así como maternidad clandestina para las detenidas desaparecidas que se encontraban en proceso de gestación hasta octubre de 1978.
Operado directamente por el Destacamento de Inteligencia 101 conformó «una sub-organización criminal dentro de la organización total» que instauraron las Fuerzas Armadas argentinas; contaba con capacidad operativa y autonomía para resolver el destino final de los secuestrados (ya fuera su liberación, su traslado a una comisaría o unidad carcelaria, o directamente su asesinato). Dependía del Ministerio de Gobierno de la provincia de Buenos Aires (que ejercía la jefatura administrativa y logística de la fuerza) y articulaba con el Servicio Penitenciario Bonaerense, con el Ejército Argentino, la Armada Argentina —en particular la Fuerza de Tareas 5—, y la Policía de la Provincia de Buenos Aires —a través de la DIPBA— y la Comisaría 8.ª de La Plata.

## Ubicación
Se encontraba contigua al Penal de Olmos (Ex Unidad Penitenciaria N.º 8), entre las calles 191, 196, 47 y 52 (vías del Ferrocarril Belgrano), en los galpones de la ex planta transmisora de LS 11 "Radio Provincia de Buenos Aires" en La Plata, Provincia de Buenos Aires.
El predio pertenecía a la Secretaría de Prensa y Difusión de la Gobernación de la Provincia de Buenos Aires, y fue transferido el 6 de mayo de 1977 al Servicio Correccional de la Provincia de Buenos Aires. Las edificaciones fueron demolidas en junio de 1981 y, a fin de hacer desaparecer todo rastro de su existencia, fueron destruidos también sus planos y fotografías. Si bien hasta abril del año 2010 sólo se contaba con los planos realizados por los sobrevivientes, a lo largo del proceso judicial se pudo localizar los planos existentes al momento de la demolición, los cuales fueron coincidentes con la reconstrucción efectuada por los sobrevivientes: un edificio principal, uno adyacente (que era el sitio en donde se llevaban a cabo los interrogatorios bajo tortura) y una casa rodante ubicada en las inmediaciones.

### Características
En La Cacha existían grupos operativos encargados de practicar secuestros y traslados de víctimas, las cuales eran seleccionadas por los servicios de inteligencia del Destacamento 101, en función de su pertenencia a grupos políticos, sindicales, estudiantiles y/o por su capacidad para aportar datos de otras personas. Esta información identificatoria inicial, también servía para orientar los interrogatorios llevados adelante por los grupos de torturadores especialmente formados.
El centro se denominó "La Cacha" ya que los represores se jactaban en decir: "Estás en La Cacha de Cachavacha, la bruja que desaparece gente", en referencia al personaje de García Ferré.
Durante el juicio oral, los testigos relataron que existía un mecanismo burocrático establecido claramente para el manejo del personal, la infraestructura y la provisión de alimentos. Varios de los testigos refirieron durante el juicio que en ese lugar se entregaban medicamentos con la inscripción "Naval", que se había observado la existencia de vajilla con inscripción identificatoria del Ejército, y que los guardias de la noche usaban borceguíes del Ejército. Que existían turnos y una clara distribución de tareas, que las guardias iban rotando, que había un grupo que entraba a la mañana temprano (personal de la Marina al que le decían “los Carlitos”) otro grupo que estaba más relacionado con la custodia y, por último, un grupo dedicado al interrogatorio y el castigo.
Este tipo de información, entre otras pruebas aportadas a lo largo del juicio, permitió concluir que conjuntamente con el Destacamento de Inteligencia 101, en La Cacha operaron e incluso aportaron sus propios guardias, la Marina, el Ejército y el Servicio Penitenciario de la Provincia.

### Condiciones de detención
Las condiciones de detención en La Cacha fueron determinadas como infrahumanas: los secuestrados permanecían tabicados, con una sábana o bolsa de yerba en la cabeza y engrillados; en condiciones de higiene deplorables, sin comer o alimentados con comida sumamente escasa, expuestos a escuchar los tormentos que se le aplicaban a los otros detenidos, sin tener conocimiento previo de cuál sería su destino y sin ningún contacto con el exterior o con sus familiares.
Nilda Eloy, una de las sobrevivientes, contó en el juicio que la torturaban sin interrogarla, con el único objeto de obtener gritos de mujer para que otros prisioneros políticos creyesen que estaban atormentado a sus esposas o hijas. Además relató que las mujeres eran sistemáticamente violadas.

## Causa criminal
En la causa "La Cacha", que se encontraba bajo comando militar en la órbita de la denominada Área Operacional 113, se investigaron los delitos de homicidio, privación ilegítima de la libertad y retención y ocultamiento de un menor de 10 años, cometidos en perjuicio de 147 víctimas. 
Fueron condenados por el Tribunal Oral Federal N° 1 de La Plata: Carlos del Señor Hidalgo Garzón: prisión perpetua e inhabilitación absoluta y perpetua; Claudio Raúl Grande: 13 años de prisión e inhabilitación absoluta por el tiempo de la condena; Emilio Alberto Herrero Anzorena: prisión perpetua e inhabilitación absoluta y perpetua; Carlos María Romero Pavón: prisión perpetua e inhabilitación absoluta y perpetua; Gustavo Adolfo Cacivio: prisión perpetua e inhabilitación absoluta y perpetua; Jorge Héctor Di Pasquale: prisión perpetua e inhabilitación absoluta y perpetua; Raúl Ricardo Espinoza: 13 años de prisión e inhabilitación absoluta por el tiempo de la condena; Héctor Raúl Acuña: prisión perpetua e inhabilitación absoluta y perpetua; Juan Carlos Herzberg: 12 años de prisión e inhabilitación absoluta por el tiempo de la condena; Jaime Lamont Smart: prisión perpetua e inhabilitación absoluta y perpetua; Roberto Armando Balmaceda: prisión perpetua e inhabilitación absoluta y perpetua; Ricardo Armando Fernández: prisión perpetua e inhabilitación absoluta y perpetua; Rufino Batalla: 13 años de prisión e inhabilitación absoluta por el tiempo de la condena; Isaac Crespín Miranda: prisión perpetua e inhabilitación absoluta y perpetua; Pedro Anselmo Palavezzati: prisión perpetua e inhabilitación absoluta y perpetua; Miguel Ángel Amigo: prisión perpetua e inhabilitación absoluta y perpetua; Miguel Osvaldo Etchecolatz: prisión perpetua e inhabilitación absoluta y perpetua; Julio César Garachico: prisión perpetua e inhabilitación absoluta y perpetua; Horacio Elizardo Luján: prisión perpetua e inhabilitación absoluta y perpetua. Aníbal Teodoro Gauto conocido como Yosef Carmel, se encuentra prófugo de la Justicia argentina y vive en Israel por lo cualno pudo continuarse por ahora su proceso.
La sentencia absolvió al procesado Luis Orlando Perea.
El fallo fue novedoso por ser la primera vez que se resolvía sobre hechos sucedidos en un Centro Clandestino de Detención de la Provincia de Buenos Aires y porque establecía la responsabilidad de los oficiales de inteligencia no sólo en la identificación de personas, sino también en su secuestro e interrogatorio. El fallo también fue significativo, por cuanto decretó el inicio al proceso de baja por exoneración de los condenados y la suspensión de toda jubilación, pensión o retiro (en el caso del personal militar), e indicó al Poder Ejecutivo Nacional y Provincial, la adopción de medidas necesarias para desafectar los inmuebles donde funcionaron el Destacamento 101 y La Cacha –que aún permanecía en manos del Servicio Penitenciario- para ser destinados como sitios de Memoria.

## Jurisprudencia de la Corte Suprema de Justicia de la Nación
La Corte Suprema de Justicia de la Nación se pronunció en el caso Rufino Batalla, sobre la inaplicabilidad del beneficio del 2x1 en los casos en los que se juzgan delitos de lesa humanidad. Los ministros Elena Highton de Nolasco y Horacio Rosatti coincidieron en su voto, mientras que Juan Carlos Maqueda y Ricardo Lorenzetti hicieron lo propio en un voto por separado. Carlos Rosenkrantz, en tanto, votó en disidencia.
La Corte Suprema dictó esta resolución ante el recurso extraordinario presentado por Rufino Batalla, condenado a 12 años de prisión por su participación en el centro clandestino de detención y tortura La Cacha, que funcionó durante la última dictadura militar en las afueras de La Plata. La Corte, al entender que la Ley 27.362 es la interpretación auténtica de la Ley 24.390 —derogada por ley 25.430—, denegó la aplicación de esta última a los casos que juzgan delitos de lesa humanidad para computar, 2x1, los días de prisión preventiva.
La prohibición de sancionar en forma inadecuada a los delitos de lesa humanidad constituye fundamento objetivo y suficiente para rechazar la aplicación extensiva de ley 24.390, derogada por la ley 25.430, esto es, el conflicto del 2x1, que no solo no resulta formalmente aplicable al recurrente, porque  su detención fue varios años después de su derogación, sino que, además, traería como resultado que merced a un mero cálculo aritmético, se redujera en forma automática sustancialmente la pena de prisión que le fuera impuesta.
La existencia de leyes interpretativas como la 27362, que establecen el significado que debe dársele a una ley sancionada con anterioridad (en el caso la ley 24390), ha sido pacíficamente reconocida por la Corte Suprema de Justicia, a condición de que dicha norma pueda ser objeto de control judicial. Este control abarca tanto el análisis respecto de si la ley, más allá de la denominación que le asignen los legisladores, califica como ‘interpretativa’ (a este escrutinio los jueces lo llamaron “test de consistencia”), como así también el estudio respecto de si su contenido es razonable y no violenta ningún derecho fundamental (a este estudio los magistrados lo llamaron “test de razonabilidad”). 
Respecto del “test de consistencia” los jueces Highton de Nolasco y Rosatti concluyeron que la ley 27362 encuadra dentro del marco ‘interpretativo’ porque: no modifica retroactivamente la legislación penal en materia de tipificación delictual o de asignación de la pena, sino que aclara como debe interpretarse la ley aplicable al caso; no alarga la sanción de quien ya está condenado, porque su monto queda incólume, sino que establece como se computa el tiempo recaído en prisión preventiva para definir cuando se cumple la condena.